# Rezerwat przyrody Gaj
Rezerwat przyrody Gaj – leśny rezerwat przyrody w gminie Jędrzejów, w powiecie jędrzejowskim, w województwie świętokrzyskim.
- Powierzchnia: 5,95 ha[2] (akt powołujący podawał 5,90 ha)
- Rok utworzenia: 1959
- Numer ewidencyjny WKP: 020
- Charakter rezerwatu: częściowy
- Cel ochrony: zachowanie ze względów naukowych i dydaktycznych stanowiska storczyka-obuwika (Cypripedium calceolus) występującego tu jako element runa leśnego w drzewostanie i w młodnikach dębowych[2].

Oprócz obuwika na terenie rezerwatu występują następujące rośliny objęte ochroną całkowitą lub częściową: barwinek pospolity, podkolan biały, kruszyna pospolita, kalina koralowa, kopytnik pospolity, pierwiosnka lekarska, marzanka wonna, konwalia majowa. Ponadto występuje tu jeden objęty ochroną gatunek grzyba – sromotnik bezwstydny.
W raporcie o stanie środowiska województwa kieleckiego w 1993 r. stan tego rezerwatu oceniono jako dobry.
Obejmuje on obszar niewysokiego wzniesienia, zbudowanego ze skał węglanowych górnokredowych, głównie margli oraz tereny z nim sąsiadujące, porośnięte lasem. Przeważa roślinność typowa dla grądu sosnowo-dębowego.
Kompleks leśny znajdujący się na północy gminy oraz przylegające do niego części terenów wsi Tarszawa i Chorzewa włączone zostały w obręb wielkoprzestrzennego systemu obszarów chronionych województwa świętokrzyskiego jako część Włoszczowsko-Jędrzejowskiego Obszaru Chronionego Krajobrazu.